# 5735 Loripaul
5735 Loripaul è un asteroide della fascia principale. Scoperto nel 1989, presenta un'orbita caratterizzata da un semiasse maggiore pari a 2,2860854 UA e da un'eccentricità di 0,1486217, inclinata di 5,07952° rispetto all'eclittica.